# PURE Morning
PURE Morning（ピュア・モーニング）はかつてエフエム山口で放送されていた情報番組。2015年12月1日に放送を開始し、2022年9月30日に放送を終了した。

## 概要
同年12月の開局30周年による大改編により開始した番組である。前番組『Morning Street』の放送枠を2分割し、前半部分が当番組、後半部分が『JOYOUS!』となり、『Morning Street』に内包されていた8:50の道路交通情報と8:55のJFNニュースは独立枠となった。放送時間自体は80分であるが、7:55 - 8:20は東京からのネットゾーンにあたるため、実質的に山口ローカルは55分となっていた。
2016年9月30日をもって『JOYOUS!』が終了し、同年10月3日より同番組と枠統合され放送時間が10ヵ月振りに7:30 - 11:00に拡大した。パーソナリティは月曜 - 木曜は新井が続投し、金曜は新人の宮崎桂が担当となる。
朝ワイドはこれまで第1スタジオからの放送であったが、放送開始 - 2016年9月は第2スタジオからの放送だった。枠拡大後は、これまでの朝ワイド番組同様第1スタジオからの放送となった他、前述の道路交通情報とJFNニュースは再び内包されている。また、『シティ・インフォメーション』と『丸久グループ 新鮮情報まるかじりっ!』は、前番組から引き続いているコーナーでBGMも変更されていない。
2022年9月末をもって6年9か月の歴史に幕を下ろした。後番組は『FMY DayColors』を放送。末期の出演者のうち山田香織はそのまま金曜日に続投、リポーターの瀬来美央が火曜のパーソナリティに、ピンチヒッター経験のある池田桂子が木曜日のパーソナリティに就任する。

## 出演者

### パーソナリティ
- 新井道子（放送開始 - ）
  - 月曜・火曜担当。放送開始 - 2016年9月は金曜も担当し、2020年3月までは木曜までの担当だった。
  - FM山口初の朝ワイド"Morning Kiss"初代のパーソナリティ。同年11月までは"Daytime Street"を担当していた。
  - 2022年4月5日の放送で、病気療養のため出演休止し、およそ1か月ほどで復帰できるとしていたが、5月16日に公式サイトで、17日に自身のツイッターを更新し、さらにしばらくの間休養することを公表した。この間は山田香織が代打を務める[2]
- 小林愛子（2020年4月 - ）
  - 水曜・木曜担当。2019年1月 - 2020年3月まではHappy Happy FRIDAYのパーソナリティを務めていた。
- 山田香織（2019年4月 - ）
  - 金曜担当。2022年4月末より、新井の代打で月・火も担当。

### FMY Friday Special Report レポーター
- 瀬来未央（2019年4月 - ）

### 出演終了
| 期間      | 期間      | 月曜・火曜 | 水曜・木曜 | 金曜     | FMY Friday Special Report |
| --------- | --------- | ---------- | ---------- | -------- | ------------------------- |
| 2015.12.1 | 2016.9.30 | 新井道子   | 新井道子   | 新井道子 | 藤澤香織                  |
| 2016.10.3 | 2017.1.27 | 新井道子   | 新井道子   | 宮崎桂   | 藤澤香織                  |
| 2017.1.30 | 2017.3.31 | 新井道子   | 新井道子   | 中馬祥子 | 藤澤香織                  |
| 2017.4.3  | 2019.3.29 | 新井道子   | 新井道子   | 沖永優子 | 藤澤香織                  |
| 2019.4.1  | 2020.3.27 | 新井道子   | 新井道子   | 山田香織 | 瀬来未央                  |
| 2020.3.30 | 2022.9.30 | 新井道子   | 小林愛子   | 山田香織 | 瀬来未央                  |

## 放送される内容（タイムテーブルより）
- 7:30 - オープニング
- 7:32 - FMY Weather
FMY唯一の純粋な天気情報。
- 7:35 - 道路交通情報
- 7:39 - 情報BOX山口
- 7:40 - ネッツトヨタ山口 RISING TODAY
リスナーからのリクエストも受け付ける。
- 7:55 - JFN NEWS ハイライト（月・火：森藤恵美、水・木：高橋茉奈、金：小谷大輔）
  - 「OH! HAPPY MORNING」のニュースを部分ネット。コーナー冒頭のBGMゾーンでメールの呼び込みと「ここから、東京のスタジオよりニュースをお伝えします。JFN NEWS ハイライト。東京のスタジオよりニュースをお伝えします。」と告知する。

ニュースの後、前番組同様に再び東京から放送し8:20にFMYに戻ってくる旨をアナウンス。
- 8:00 - TOKYO FM ONE MORNING（ユージ&吉田明世
  - 8:00 - SUZUKI TODAY'S KEY NUMBER
  - 8:09 - ルートインホテルズ 今日のスポーツ
  - 8:10 - Letter for the next
- 8:20 - チェック・ザ・エンタ
- 8:25 - 音♪旅
- 8:30 - よみごろyamaguchi
- 8:37 - 献血インフォメーション
- 8:50 - 道路交通情報
- 8:55 - JFNニュース
- 9:00 - 9時に登場!チョイスマン
- 9:25
  - シティ・インフォメーション（月・金 - 山口市、木 - 下関市）
  - （火）防災トーク“そ～なえーる”
- 9:35 
  - （月 - 木）Our generation song セダイーノ☆ - 【月】･･･50代以上、【火】･･･40代、【水】･･･30代、【木】･･･10代～20代と曜日ごとに世代を区切ってリクエストを受け付ける
- 9:55 - FMY PUSH ONE
スポンサーコーナーとなっているため、フロート番組扱い。
- 10:00 - 丸久グループ 新鮮情報まるかじりっ!
- 10:10 - JFNラジオショッピング
- 10:25 - 快適生活ラジオショッピング
- 10:30 - 
  - （木）サンデーネットワークフラッシュ
  - （金）SOLATO あした、どこ行く?
- 10:35 - （金）FMY Friday Special Report
- 10:57 - エンディング

### 終了コーナー
- Our generation song ～フライデーアイドル図鑑（9:35頃）
- 5×5（ファイブ・バイ・ファイブ）（8:25頃）
  - 「毎週1人、毎朝5分のインタビュータイム、5日にわたってお届けする1日1テーマのリアルボイス。」をキーワードに山口県民から注目パーソンを迎えて話を伺っていく。このコーナーのみ全曜日通じて新井が担当。

## 年末年始の扱い
前番組を引き継ぎ、年末年始は放送を休止していた。代替番組はJFNCの「OH! HAPPY MORNING」。代替番組であるため、当番組と同じく休止する「JOYOUS!」と同じ時間帯の枠でネットする。なお、スポンサーのみ本番組からスライドするがクレジットはしない。
- 2015年12月28日 - 2016年1月1日は、編成されている天気、7時台・8時台の交通情報は全て休止し、天気予報は「OH! HAPPY MORNING WEATHER」を代替としていた[3]。
- 2017年始以降は、編成されている天気、7時台の交通情報は休止。天気予報は「OH! HAPPY MORNING WEATHER」を代替とし、8:50の交通情報のみ通常通り放送。